# Eugenia trinervia
Eugenia trinervia är en myrtenväxtart som beskrevs av Vahl. Eugenia trinervia ingår i släktet Eugenia och familjen myrtenväxter. Inga underarter finns listade i Catalogue of Life.